# 第二次世界大战东南亚战区
第二次世界大战东南亚战区是太平洋战争中在印度、缅甸、泰国、马来亚和新加坡进行的一系列战役的总称，由大日本帝國為搶奪橡膠、石油等天然資源而進攻此地区的欧美殖民地所引发。

## 歷史
早在二戰以前的日本人便以知曉東南亞物產豐饒，擁有眾多戰略資源。而在偷襲珍珠港後便引發了太平洋戰爭。而在日本偷襲珍珠港後的隔天日軍突然從泰國南部南下攻佔哥打峇魯，至此也拉開了戰爭的序幕。
1941年（民國三十年）12月7日日本突襲珍珠港，而在翌日日本憲兵隊突然從泰國登錄哥打峇魯。彼時大日本帝國海軍也在新加坡展開了轟炸行動。由此也展開了馬來亞戰役。
而在婆羅洲地區日本在民國三十年的12月16日突然從日佔金蘭灣軍事基地登錄英屬汶萊，並在隨後不到數日便佔領了美里等地。由此也發動了第一次婆羅洲戰役，而在第三天日軍便突然對砂拉越南部進行空襲。是為“英屬南砂拉越轟炸”。
1. ↑  (1940年7月10日-1945年3月9日)
2. ↑  （1940年9月23日起被日本佔領-1945年3月9日）